# 森茂起
森 茂起（もり しげゆき、1955年（昭和30年）2月19日 - ）は日本の心理学者で甲南大学名誉教授。トラウマ研究の第一人者として知られる。

## 人物
兵庫県神戸市出身。
1973年（昭和48年）に兵庫県立長田高等学校を卒業。
1977年（昭和52年）に京都大学理学部生物学科、1979年（昭和54年）に京都大学教育学部教育心理学科を卒業。
1984年（昭和59年）に京都大学大学院教育学研究科教育方法学専攻博士課程を単位取得満期退学。
1998年（平成10年）に京都大学 博士（教育学）を取得。
甲南大学文学部社会学科講師、助教授を経て、1997年（平成9年）4月より人文学部人間科学科教授。
ユング研究所、タヴィストック・センター、ジークムント・フロイト研究所にて研究に従事。
日本子どもの虐待防止学会編集委員会委員、日本トラウマティック・ストレス学会監事、日本精神分析的心理療法フォーラム会長、日本ソーシャルペダゴジー学会会長を歴任。
2023年（令和5年）4月より甲南大学名誉教授。
子どもの虐待とネグレクト、阪神淡路大震災の震災体験、戦争体験によるPTSDなどを対象としたトラウマの臨床心理学的検討で知られる。ハンガリーの精神分析医 フェレンツィ・シャーンドルの著作を座右の書とする。『戦争中の暮らしの記録』（暮しの手帖社、1969年）を出版直後に繰り返し読み、戦争体験の研究にも携わるようになった。

## 親族
高祖父は日本画家の森寛斎、曽祖父は日本画家の森雄山、祖父は日本画家の森公挙、父は病理学者で兵庫医科大学名誉教授の森芳茂。妻は女性学、映画学研究者の森年恵。

## 著作

### 著書
- 森茂起、森年恵著『トラウマ映画の心理学 映画にみる心の傷』（新水社、2002年）
- 森茂起編『トラウマの表象と主体 心の危機と臨床の知 1』（新曜社、2003年）
- 森茂起編『甲南大学人間科学研究所叢書 心の危機と臨床の知 5 埋葬と亡霊 トラウマ概念の再吟味』（人文書院、2005年）
- 森茂起著『講談社選書メチエ 321 トラウマの発見』（講談社、2005年）
- 森茂起、港道隆編『甲南大学人間科学研究所叢書 心の危機と臨床の知 12〈戦争の子ども〉を考える 体験の記録と理解の試み』（平凡社、2012年）
- 森茂起編『甲南大学人間科学研究所叢書 心の危機と臨床の知 15 自伝的記憶と心理療法』（平凡社、2013年）
- 森茂起編著『「社会による子育て」実践ハンドブック 教育・福祉・地域で支える子どもの育ち』（岩崎学術出版社、2016年）
- 森茂起著『フェレンツィの時代 精神分析を駆け抜けた生涯』（人文書院、2018年）
- 宮地尚子編、森茂起他述『環状島へようこそ トラウマのポリフォニー』（日本評論社、2021年）
- 竹島正、森茂起、中村江里編『戦争と文化的トラウマ 日本における第二次世界大戦の長期的影響』（日本評論社、2023年）
- 森茂起、川口茂雄編『〈戦い〉と〈トラウマ〉のアニメ表象史』（日本評論社、2023年）

### 翻訳
- マイケル・バリント著、森茂起、枡矢和子、中井久夫訳『一次愛と精神分析技法』（みすず書房、1999年）
- ロバーツ・エイヴンス著、森茂起訳『想像力の深淵へ 西欧思想におけるニルヴァーナ』（新曜社、2000年）
- シャーンドル・フェレンツィ著、森茂起訳『臨床日記』（みすず書房、2000年）
- ジョアン・シミントン、ネヴィル・シミントン著、森茂起訳『ビオン臨床入門』（金剛出版、2003年）
- ニコラ・アブラハム、マリア・トローク著、港道隆、森茂起、前田悠希、宮川貴美子訳『叢書・ウニベルシタス 850 狼男の言語標本 埋葬語法の精神分析』（法政大学出版局、2006年）
- フェレンツィ著、森茂起、大塚紳一郎、長野真奈訳『精神分析への最後の貢献 フェレンツィ後期著作集』（岩崎学術出版社、2007年）
- マギー・シャウアー、フランク・ノイナー、トマス・エルバート著、森茂起監訳、明石加代訳『ナラティヴ・エクスポージャー・セラピー 人生史を語るトラウマ治療』（金剛出版、2010年）
- マーガレット・Ｓ・シュトレーベ、ロバート・Ｏ・ハンソン、ヘンク・シュト、ウォルフガング・シュトレーベ編、森茂起、森年恵訳『死別体験 研究と介入の最前線』（誠信書房、2014年）
- マイケル・バリント著、森茂起、枡矢和子、中井久夫訳『一次愛と精神分析技法 新装版』（みすず書房、2018年）
- シャーンドル・フェレンツィ著、森茂起訳『臨床日記 新装版』（みすず書房、2018年）
- ブレット・カー著、森茂起訳『フロイトとの対話』（人文書院、2022年）
- ジャン・ストロー著、森茂起、楢原真也、益田啓裕訳『実践家のためのソーシャルペダゴジー』（誠信書房、2022年）
- マギー・シャウアー、フランク・ノイナー、トマス・エルバート著、森茂起、森年恵訳『ナラティブ・エクスポージャー・セラピー』（金剛出版、2023年）